# Galumna castanea
Galumna castanea är en kvalsterart som först beskrevs av Giovanni Canestrini 1898.  Galumna castanea ingår i släktet Galumna och familjen Galumnidae. Inga underarter finns listade i Catalogue of Life.